# Kudoa funduli
Kudoa funduli is een microscopische parasiet uit de familie Kudoidae. Kudoa funduli werd in 1915 beschreven door Hahn. 